# Droga nr 7626 (Izrael)
Droga lokalna nr 7626 (hebr. 7626 כביש) – jest drogą lokalną położoną w Dolnej Galilei, na północy Izraela. Biegnie ona z Doliny Jezreel do Doliny Bejt Netofa, łącząc z sobą miejscowości Zarzir i Ka’abije-Tabbasz-Hajajre.

## Przebieg
Droga nr 7626 przebiega przez Poddystrykt Jezreel Dystryktu Północnego Izraela. Biegnie południkowo z południa na północ, od miejscowości Zarzir do  Ka’abije-Tabbasz-Hajajre.
Swój początek bierze na skrzyżowaniu Nahalal z drogą nr 73 i drogą nr 75. Drogą nr 75 jadąc na zachód dojeżdża się do arabskiej wioski Manszija Zabda, a na wschód do zjazdu do wioski komunalnej Timrat, natomiast droga nr 75 prowadzi na południe do moszawu Nahalal. Nasza droga nr 7626 prowadzi stąd w kierunku północnym, opuszcza w ten sposób Dolinę Jezreel omijając od zachodu masyw górski Hare Nacerat. Jedzie się tutaj wśród gajów oliwnych, przejeżdża mostkiem nad strumieniem Szimron, i po 1,5 km dociera się do miejscowości Zarzir. Jest tutaj zjazd w kierunku wschodnim do dzielnicy Mazarib. Droga dalej łagodnie wykręca na północny wschód i po kilometrze wjeżdża się pomiędzy dzielnice Ajadat i Ghazzalin. Kawałek dalej jest zjazd na lokalną drogę prowadzącą na wschód do wioski komunalnej Giwat Ela. Następnie droga łagodnie wjeżdża na wzgórze o wysokości około 200 metrów n.p.m. i wykręca na północny zachód, aby przy wyjeździe z Zarzir dotrzeć do węzła drogowego Zarzir z drogą ekspresową nr 77. Jadąc drogą nr 77 na północny wschód dojeżdża się do węzła drogowego z drogą ekspresową nr 79 przy kibucu Ha-Solelim na skraju Doliny Bejt Netofa, lub na południowy zachód do węzła drogowego z drogą ekspresową nr 75 przy miejscowości Ramat Jiszaj. Droga 7626 przejeżdża pod drogą nr 77 i wjeżdża pomiędzy wzgórza na których rozłożona jest miejscowość Ka’abije-Tabbasz-Hajajre.